# Rosa 'Papa Meilland'
'Papa Meilland' (el nombre de la obtención registrada de 'MEIcesar'® y 'MEIsar'®.), es un cultivar de rosa que fue conseguido en Francia en 1963 por el Rosalistas francés Alain Meilland.

## Descripción
'Papa Meilland' es una rosa moderna cultivar del grupo arbusto Híbrido de té.
El cultivar procede del cruce de 'Chrysler Imperial' (Híbrido de té, Lammerts, 1952) x 'Charles Mallerin' (Híbrido de té, Meilland, antes de 1947).
Las formas arbustivas del cultivar tienen porte erguido y alcanza de 90 a 120 cm de alto con 60 a 120 cm de ancho. Las hojas son grandes de color verde oscuro y brillante.
Sus delicadas flores de color rojo oscuro. Fragancia fuerte a rosas antiguas. Rosa de diámetro medio de 3" 35 pétalos. La flor con forma amplia, plena 26 a 40 pétalos, generalmente en flor destacada. Capullos altos centrados. 
Florece en oleadas a lo largo de la temporada. Primavera o verano son las épocas de máxima floración, si se le hacen podas más tarde tiene después floraciones dispersas.

## Origen
El cultivar fue desarrollado en Francia por el prolífico rosalista francés Alain Meilland en 1963.
'Papa Meilland' es una rosa híbrida diploide con ascendentes parentales de 'Chrysler Imperial' (Híbrido de té, Lammerts, 1952) x 'Charles Mallerin' (Híbrido de té, Meilland, antes de 1947).
La obtención fue registrada bajo el nombre cultivar de 'MEIcesar'® y 'MEIsar'® por Alain Meilland en 1963 y se le dio el nombre comercial de exhibición 'Papa Meilland'™.
También se le reconoce por los sinónimos de 'MEIcesar'® y 'MEIsar'®.
- La rosa fue creada por Alain Meilland en Francia antes de 1963 e introducida en el resto de los Francia por "URS (Universal Rose Selection)-Meilland" en 1963 como 'Papa Meilland'.[1]

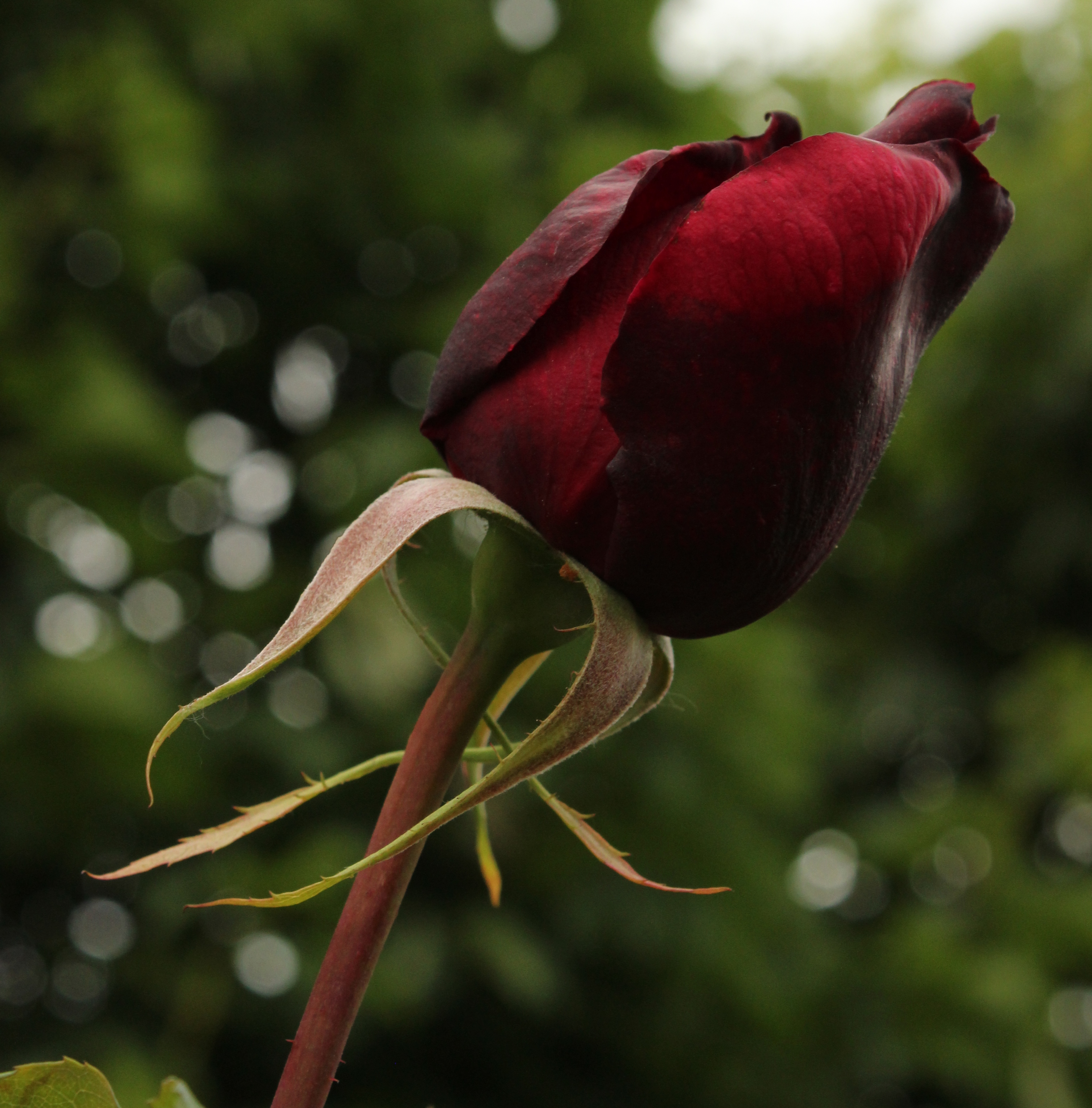
'Papa Meilland'
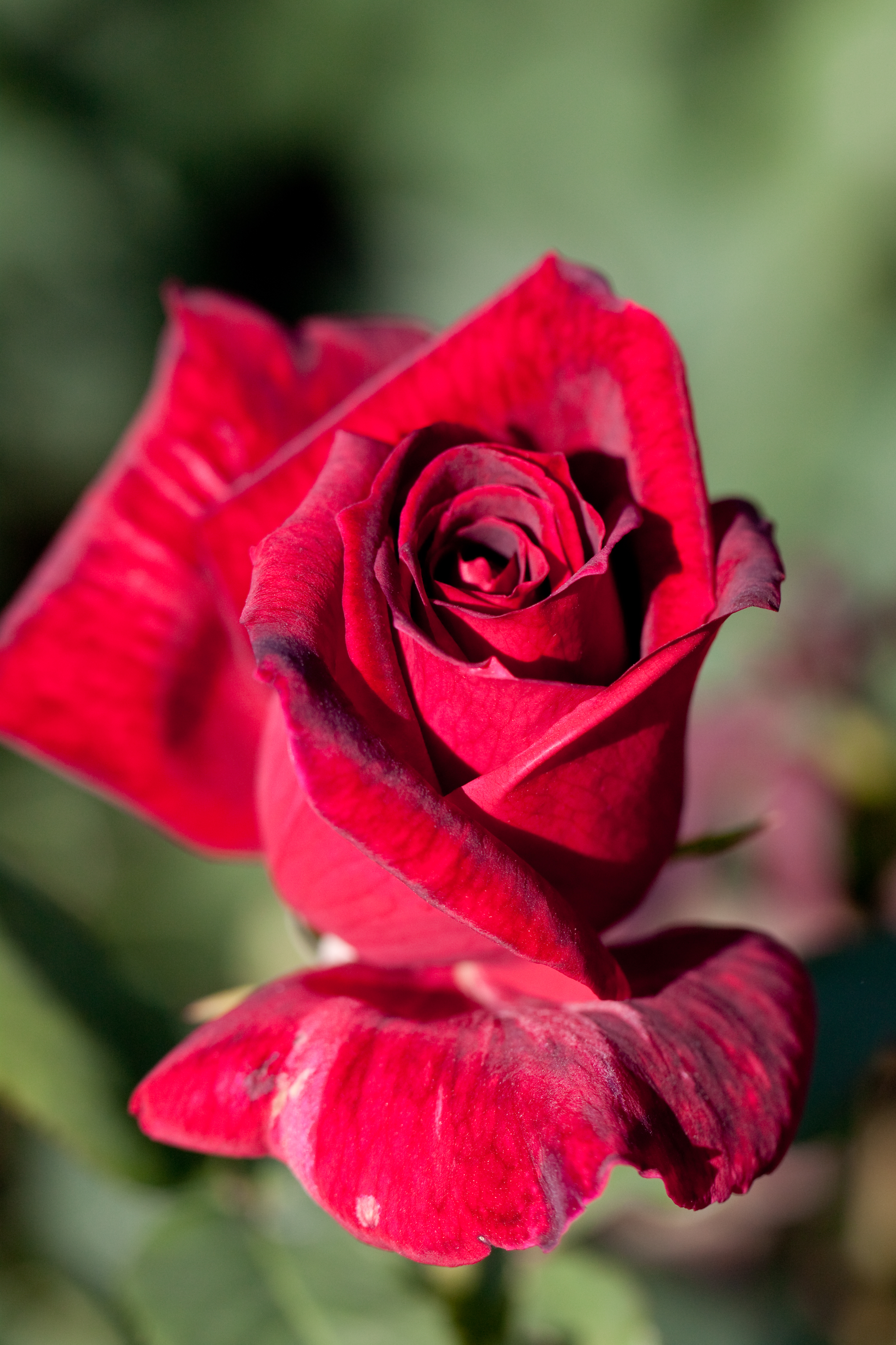
'Papa Meilland'
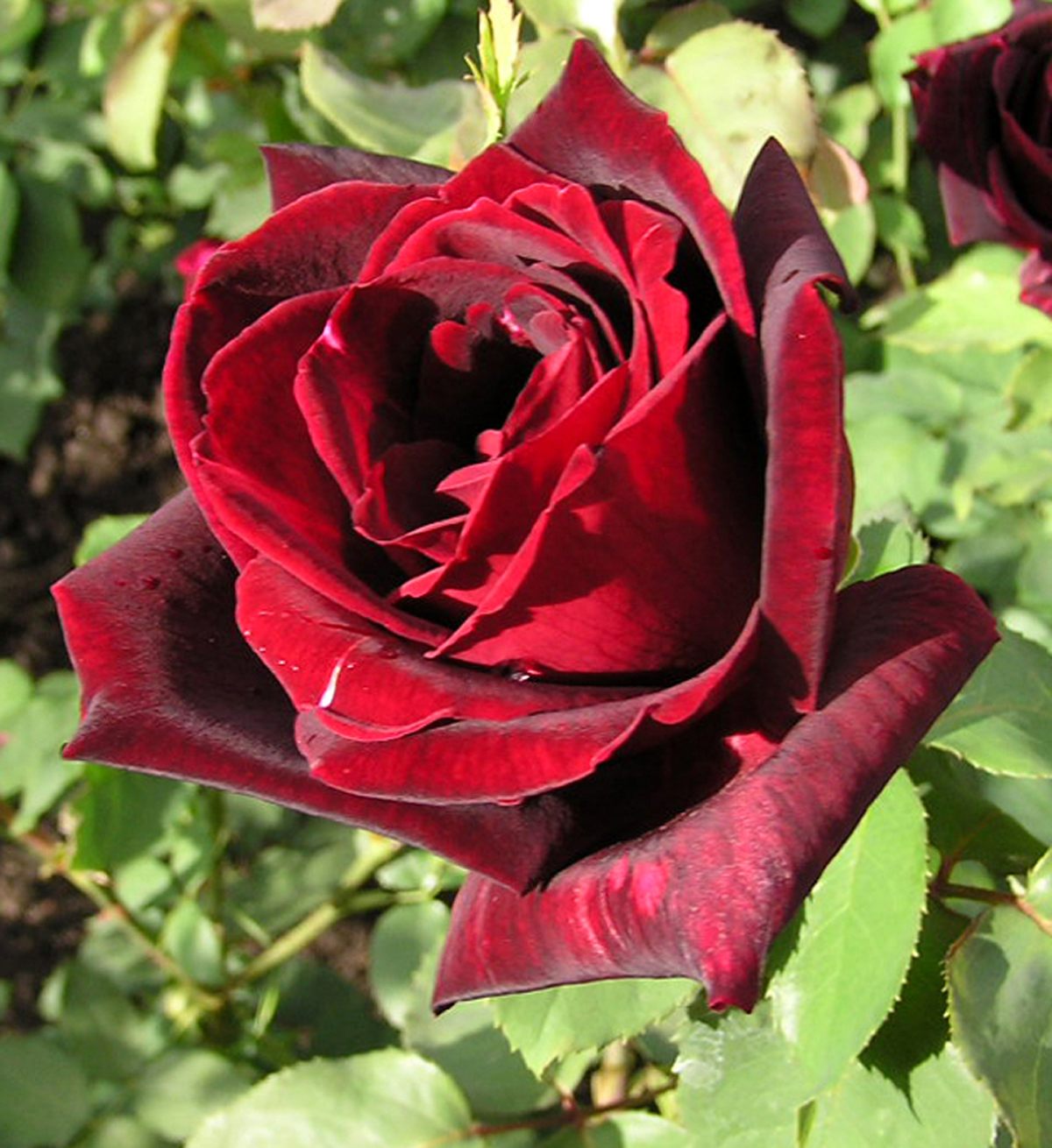
'Papa Meilland'
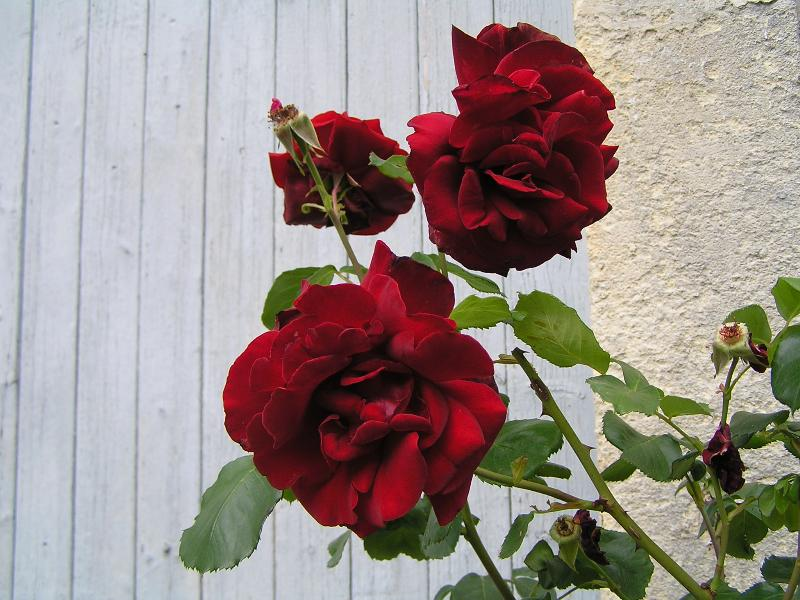
'Papa Meilland'

## Premios y galardones
- Baden-Baden Gold Medal 1962.
- Geneva Perfume Cup 1963.
- Gamble Fragrance Award 1974.
- Worlds Favorite Rose 1988.

## Cultivo
Aunque las plantas están generalmente libres de enfermedades, es posible que sufran de punto negro en climas más húmedos o en situaciones donde la circulación de aire es limitada. Susceptible al mildiu.
Las plantas toleran la sombra, a pesar de que se desarrollan mejor a pleno sol. En América del Norte son capaces de ser cultivadas en USDA Hardiness Zones 7b a más cálida. La resistencia y la popularidad de la variedad han visto generalizado su uso en cultivos en todo el mundo.
Puede ser utilizado para las flores cortadas, jardín o paisaje. Vigorosa. En la poda de Primavera es conveniente retirar las cañas viejas y madera muerta o enferma y recortar cañas que se cruzan. En climas más cálidos, recortar las cañas que quedan en alrededor de un tercio. En las zonas más frías, probablemente hay que podar un poco más que eso. Requiere protección contra la congelación de las heladas invernales.

## Obtencionesyvariedadesderivadas
Debido a las características deseables de la rosa 'Papa Meilland', se ha utilizado como ascendente parental en cruces con otras variedades para conseguir híbridos obtentores de nuevas rosas, así:

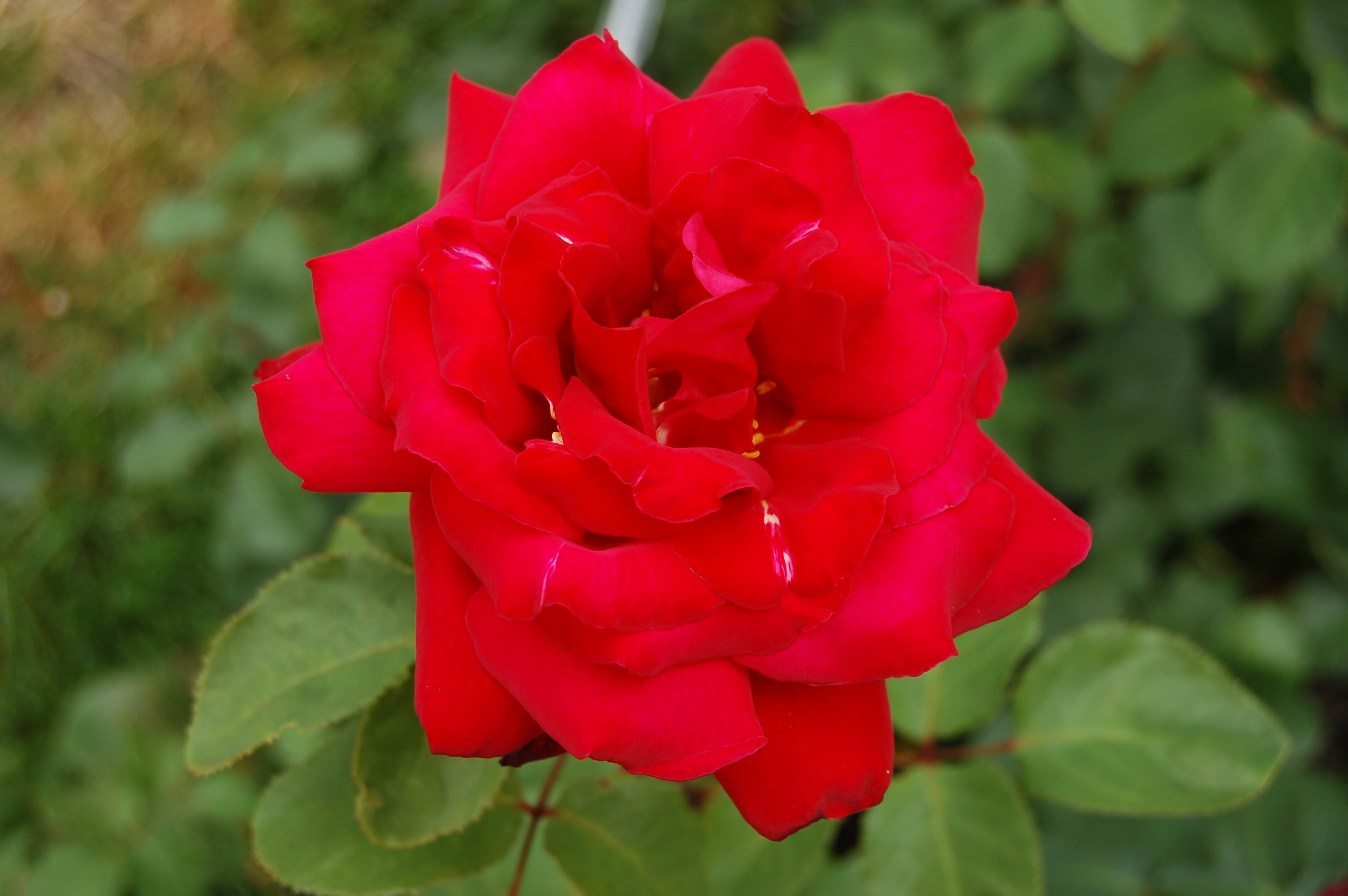
'Hidalgo', Meilland 1979. Rosa híbrido de cruce con ascendentes parentales de Semillas : ('Queen Elizabeth' x 'Karl Herbst' x ('Lady' x 'Pharaoh') y Polen : 'Papa Meilland' ® × 'Papa Meilland' ®.